# Rosa pendulina
Rosa pendulina es una especie de planta del género Rosa, de la familia Rosaceae.

## Taxonomía
Rosa pendulina fue descrita por L. en 1753.

## Distribución
Se encuentra en el territorio de Europa hasta Kazajistán.